# Chances (sång)
"Chances", skriven av Per Gessle, var en singel från den svenska popduon Roxettes album Look Sharp! från 1988. Singeln släpptes samma år på skivmärket EMI.
Videon växlar mellan en konsert och ett kasino där Marie Fredriksson är dealer i kortspelet Black Jack och croupier vid ett roulettebord medan Per Gessle spelar.

## Låtlista

### Sida A
1. Chances

### Sida B
1. Silver Blue

## Övrigt
Även släppt på "12", remixad som "Dancehall Version." Inte släppt i Sverige, men i Västtyskland, Italien och Frankrike.

### Fotnoter
1. ↑  ”Roxette”. Arkiverad från originalet den 16 oktober 2011. https://web.archive.org/web/20111016201530/http://roxette.se/discography.php?show=release&id=11. Läst 22 maj 2011.